# Arthur Machen
Arthur Machen, pseudonimo di Arthur Llewelyn Jones (IPA: [ˈɑːθə ˈmækən]; Caerleon-on-Usk, 3 marzo 1863 – Beaconsfield, 15 dicembre 1947), è stato uno scrittore gallese, noto soprattutto per i suoi racconti dell'orrore, del fantastico e del soprannaturale. È anche noto per aver contribuito a creare il mito degli angeli di Mons, un leggendario gruppo di angeli che avrebbe aiutato l'esercito britannico durante la battaglia di Mons, nella prima guerra mondiale.

## Biografia

### Formazione

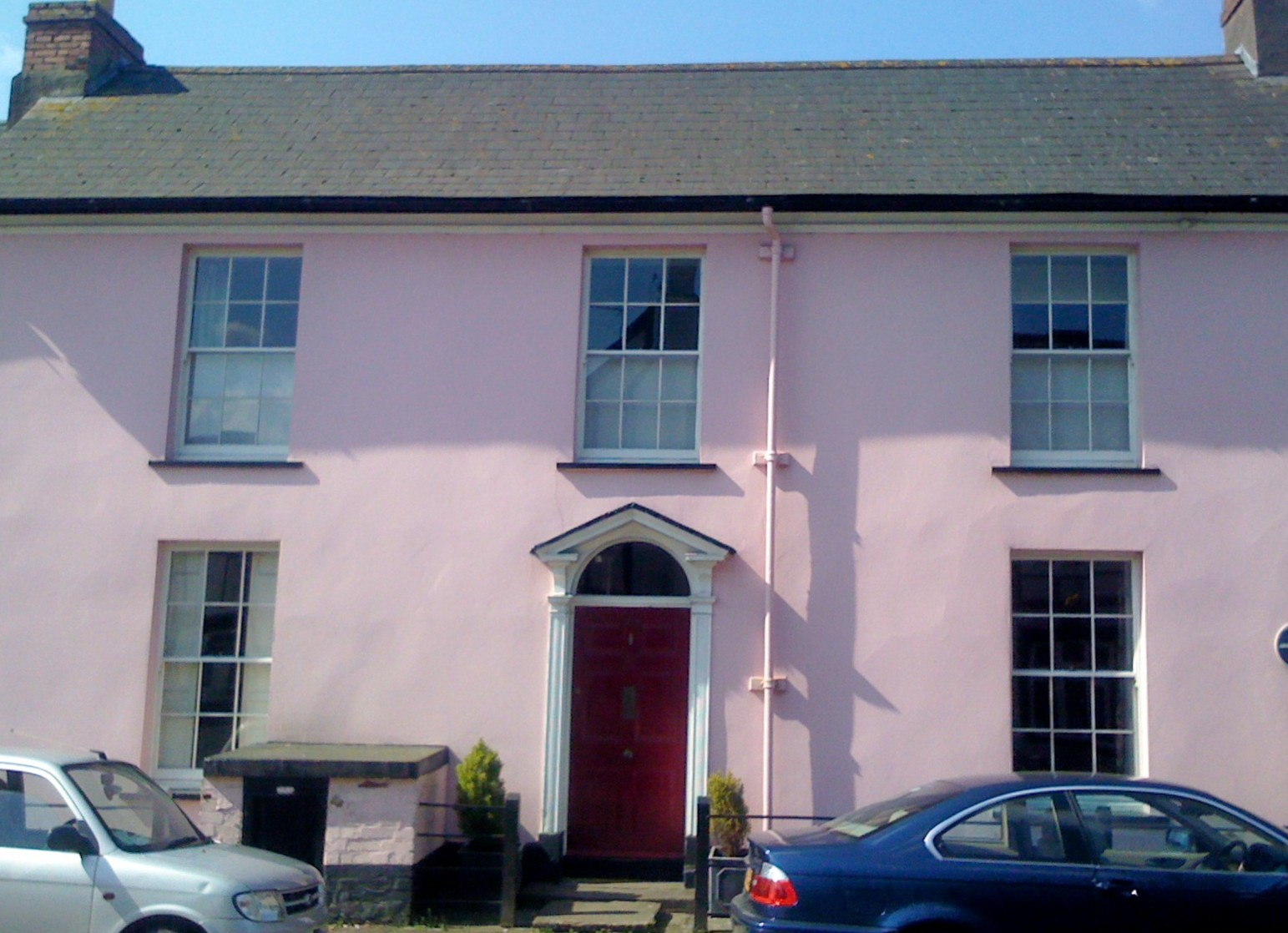
La casa natale dello scrittore.

Arthur Llewelyn Jones nacque a Caerleon, nel Monmouthshire, trascorrendo la sua infanzia in quella regione ricca di suggestioni e riferimenti storici che influenzò profondamente la sua sensibilità e successivamente la sua produzione artistica. Alcuni anni dopo la sua nascita, al fine di entrare in possesso di un'eredità, il padre, pastore anglicano, assunse il cognome della moglie, Machen, modificando legalmente il nome della famiglia in Jones-Machen.

L'antica residenza del rettore di Llanddewi Fach, dove Arthur Machen passò l'infanzia.

All'età di undici anni Machen entrò alla Hereford Cathedral School dove ricevette un'educazione classica che contribuì ad alimentare il suo già avviato amore per l'antichità. La povertà della sua famiglia gli impedì di frequentare l'università e Machen si recò a Londra dove sostenne, senza successo, gli esami per essere ammesso alla professione di medico. Machen tuttavia dimostrò le proprie qualità letterarie e nel 1881 pubblicò il lungo poema Eleusinia, che si lasciava suggestionare da alcuni affascinanti elementi dei cosiddetti misteri eleusini.
Tornato a Londra, visse in relativa povertà lavorando come giornalista, impiegato di tipografia e istitutore, continuando nel tempo libero la sua attività di romanziere, che in quel periodo risentì molto delle lunghe passeggiate attraverso la città.

### Maturità
Nel 1884 pubblicò la sua seconda opera, il pastiche The Anatomy of Tobacco (L'anatomia del tabacco), e ottenne un lavoro fisso presso l'editore e libraio George Redway come archivista e aiuto editore. La sua nuova posizione gli procurò anche altri lavori, principalmente di traduttore dal francese antico, tra cui The Heptameron of Marguerite de Navarre, Le Moyen de Parvenir di Béroalde de Verville e The Memoirs of Giacomo Casanova (Le memorie di Casanova). Le traduzioni di Machen divennero presto un modello per gli altri giovani traduttori, in virtù del loro stile brillante e del loro linguaggio appropriato al registro originale. Nel 1887 Machen sposò Amy Hogg, una disinvolta insegnante di musica con la passione del teatro e numerose conoscenze all'interno degli ambienti letterari bohèmien di Londra. Amy presentò il marito ad Arthur Edward Waite, che sarebbe poi diventato uno degli amici più stretti di Machen insieme a Matthew Phipps Shiel e Edgar Jepson. Dopo il suo matrimonio, Machen ottenne una certa stabilità economica sia in virtù dei suoi nuovi lavori sia grazie ad una piccola rendita da parenti in Scozia ed ebbe così molto più tempo per dedicarsi all'attività letteraria.

Intorno al 1890 Machen iniziò a scrivere racconti per alcune riviste profondamente influenzate da Robert Louis Stevenson, molto di moda in quel periodo: alcune di queste riviste avevano come soggetti quasi esclusivi il fantastico e l'orrore. 

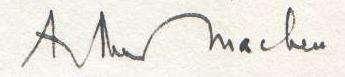
Firma

Proprio la collaborazione con una di queste riviste portò alla nascita del suo primo grande successo, Il grande dio Pan (The Great God Pan), pubblicato nel 1894 da John Lane in Keynotes Series, una rivista che dava voce al nascente movimento estetico. Il romanzo di Machen venne profondamente criticato per i suoi contenuti sessuali e gli elementi orrorifici, e vendette bene anche grazie a questo fuoco di critica.
Machen scrisse successivamente I tre impostori (The Three Impostors, 1895), un romanzo basato sull'espediente narrativo di intrecciare diverse storie sullo sfondo di un filo conduttore comune. Il romanzo è considerato probabilmente l'opera migliore di Machen. Tuttavia, in seguito allo scandalo che investì Oscar Wilde lo stesso anno, per Machen divenne sempre più difficile trovare editori, a causa del suo passato di scrittore decadente. Nonostante questo scrisse alcune tra le sue opere migliori, tra cui The Hill of Dreams (La collina dei sogni), Hieroglyphics (Geroglifici), A Fragment of Life (Un frammento di vita), The White People (Il popolo bianco) e alcuni racconti che vennero raccolti nell'antologia Ornaments in Jade (Ornamenti di giada).

### Periodo teatrale e secondo matrimonio

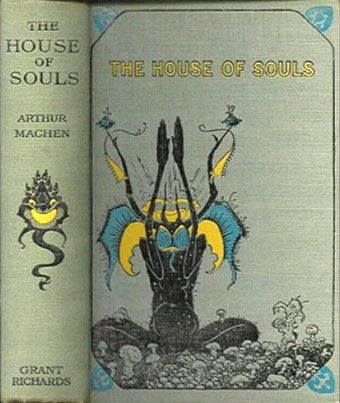
The House of Souls (Londra, Grant Richards, 1906), con una copertina disegnata da Sidney Sime.

Nel 1899 Amy morì di cancro dopo un lungo periodo di malattia: la perdita ebbe un effetto terribile sui nervi di Machen, che si riprese solo gradualmente verso la fine dell'anno successivo anche grazie all'amico A.E. Waite che gli fu molto vicino. Fu proprio su consiglio di Waite che Machen si unì prima al gruppo esoterico Hermetic Order of the Golden Dawn e poi alla compagnia di attori itineranti di Frank Benson nel 1901.
I suoi viaggi con la compagnia lo portarono nel 1903 ad un secondo matrimonio con Dorothy Purefoy Hudleston.
Machen trovò un editore nel 1902 per Hieroglyphics, un'analisi sulla natura della letteratura in cui concludeva la necessità di portare il lettore all'estasi estetica.
Nel 1906 la carriera letteraria di Machen tornò a fiorire con il libro The House of Souls che raccoglieva le sue opere migliori. Pubblicò inoltre un'opera satirica, Dr Stiggins. His views and principles, tendenzialmente considerata la sua prova meno riuscita. Machen si interessò anche ai miti del Santo Graal e di Re Artù, giungendo a pubblicare alcuni studi su The Academy di Lord Alfred Douglas. Alcune di queste teorie, fra cui quella che il Graal fosse semplicemente frutto di cattive traduzioni e corruzioni nel tramandare riti paleocristiani, furono alla base di The Secret Glory, scritto poco prima di The Hill of Dreams (1907), il capolavoro di Machen.
Durante gli anni successivi Machen continuò l'attività di attore e giornalista, nonostante i crescenti problemi economici dovuti anche all'esaurimento delle rendite dalla Scozia.

### Dalla prima guerra mondiale alla scomparsa

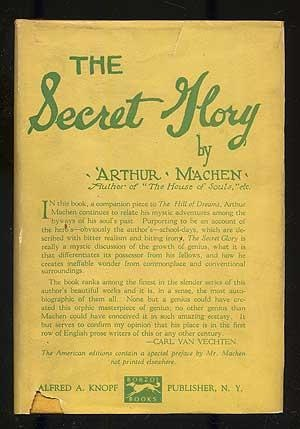
Edizione statunitense di The Secret Glory (New York, Knopf, 1922), appartenente alla collana che l'editore Alfred A. Knopf ha dedicato all'autore britannico negli anni venti.

Nel 1910 Machen accettò un lavoro fisso come giornalista presso l'Evening News di Alfred Harmsworth a Londra. Nel febbraio del 1912 gli nacque un figlio, Hilary, seguito dalla figlia Janet nel 1917. Allo scoppio della guerra nel 1914 venne inviato come corrispondente di guerra e tornò nuovamente alla notorietà con gli episodi di "cronaca" The Bowman e Angels of Mons. Pubblicò inoltre una serie di racconti, molti dei quali di propaganda, tra cui The Great Return (1915) e il romanzo breve Il terrore (The Terror, 1917), oltre ad una serie di articoli autobiografici poi raccolti nell'antologia Far off Things.
Il denaro guadagnato da Machen con l'attività di giornalista (che non amava molto), gli permise di trasferirsi a St. John's Wood, in una casa più grande, nel 1919: la casa divenne luogo di incontri letterari e artistici con personaggi come il pittore Augustus Edwin John, Wyndham Lewis e Jerome K. Jerome. Il licenziamento di Machen dall'Evening News nel 1921 causò alcuni problemi finanziari ma fu per lui una liberazione: Machen rimase un personaggio molto rispettato ed un richiestissimo autore di studi e saggi fino agli anni venti.
Nel 1922 la fortuna letteraria di Machen ottenne un altro successo con la pubblicazione di The Secret Glory e di Far Off Things, oltre alla riedizione di Casanova, The House of Souls e The Hill of Dreams. Le opere di Machen vennero inoltre edite e apprezzate in America, dai cui editori provennero numerose richieste anche grazie a Vincent Starrett, James Branch Cabell e Carl Van Vechten.
L'apice del suo successo fu nel 1923, quando vennero pubblicate un'antologia completa delle sue opere ed una seconda raccolta di scritti autobiografici, Things Near and Far. L'ultimo volume, The London Adventure, venne pubblicato nel 1924.
Nel 1926 la fortuna di Machen si era quasi esaurita nuovamente: continuò a pubblicare in antologie i suoi lavori giovanili, producendo saggi e articoli per numerose riviste, senza dedicarsi molto alla narrativa. Nel 1927 venne assunto per le selezioni editoriali da Ernest Benn, presso cui lavorò fino al 1933. Nel 1929 Machen e la sua famiglia si trasferirono da Londra ad Amersham, nel Buckinghamshire, a causa di nuovi problemi economici. Nel 1932 entrò nella lista civile e ottenne una pensione sociale per meriti letterari di cento sterline, ma la perdita del lavoro presso Benns l'anno dopo, non migliorò la situazione. Alcune altre antologie delle opere più brevi di Machen vennero pubblicate negli anni trenta, soprattutto grazie a John Gawsworth, cui si deve anche una biografia di Machen, uscita nel 2005.
Le difficoltà economiche di Machen ebbero termine solo nel 1943 in occasione del suo ottantesimo compleanno, quando venne inserito in una lista di importanti letterati tra cui Max Beerbohm, T.S. Eliot, Bernard Shaw, Walter de la Mare, Algernon Blackwood e John Masefield. I proventi ricavati da quest'iniziativa gli permisero di vivere felicemente i suoi ultimi anni, fino al 1947 quando morì a Beaconsfield nel Buckinghamshire.

## Opere
(elenco parziale, in ordine approssimativo di composizione, con data di pubblicazione)
- The Chronicle of Clemendy, 1888. Racconti fantastici.
- The Lost Club, 1890. Racconto dell'orrore decadente.
- Il grande dio Pan (The Great God Pan; composizione 1890–1894, pubblicazione 1894). Romanzo breve dell'orrore.
- La luce interiore (The Inmost Light, 1894). Racconto dell'orrore.
- La piramide lucente o La piramide di fuoco (The Shining Pyramid, 1895). Racconto dell'orrore.
- I tre impostori (The Three Impostors, 1895). Romanzo dell'orrore che include vari racconti.
  - La storia del sigillo nero (The Novel of the Black Seal)
  - La polvere bianca o La polvere mortale (The Novel of the White Powder)
- The Red Hand, 1895. Racconto giallo/dell'orrore.
- La collina dei sogni (The Hill of Dreams; composizione 1895–1897, pubbl. 1907). Romanzo.
- Ornaments in Jade (composizione 1897), 1924. Poemi in prosa.
- Il popolo bianco o Le creature bianche (The White People; composizione 1899, pubbl. 1904). Racconto dell'orrore.
- Hieroglyphics: A Note upon Ecstasy in Literature (composizione 1899), 1902.
- A Fragment of Life (composizione 1899–1904), 1904. Romanzo breve.
- The House of the Hidden Light (composizione 1904, con Arthur Edward Waite).
- Il segreto del Graal (The Secret Glory; composizione 1899–1908, pubbl. 1922). Romanzo.
- Gli arcieri  (The Bowmen, 1914). Racconto, scritto e pubblicato durante la prima guerra mondiale, citato come l'origine della leggenda degli Angeli di Mons.
- Il grande ritorno (The Great Return, 1915). Racconto lungo.
- Il terrore (The Terror, 1917). Romanzo breve.
- Far Off Things, 1922. Primo volume autobiografico.
- Things Near and Far, 1923. Secondo volume autobiografico.
- Out of the Earth, 1923. Racconto dell'orrore
- L'avventura londinese o l'arte del vagabondaggio (The London Adventure, 1924). Romanzo breve, terzo e ultimo volume autobiografico.[2]
- Dog and Duck, 1924. Saggi.
- The Glorious Mystery, 1924. Saggi e vignette.
- The Canning Wonder, 1925. Saggio.
- Dreads and Drolls, 1926. Saggi.
- Notes and Queries, 1926. Saggi.
- Tom O'Bedlam and His Song, 1930. Saggi.
- Oltre la soglia (Opening the Door, 1931). Racconto.
- Il Cerchio Verde (The Green Round), 1933. Romanzo.
- N (N, 1934). Racconto.
- The Children of the Pool, 1936. Raccolta di racconti.
- Ritual, 1937. Racconto dell'orrore.
- Arthur Machen & Montgomery Evans: Letters of a Literary Friendship, 1923-1947, Kent State University Press, 1994. Raccolta epistolare.
- Bridles and Spurs, 1951. Saggi.

### Edizioni italiane
Il Sigillo nero, La polvere bianca
- La polvere mortale, traduzione di Marie Odazio, Roma, Edizioni Del Bosco, 1972. Contiene: Storia del sigillo nero; La luce interiore; La polvere mortale.
- La piramide di fuoco, a cura di Jorge Luis Borges; tradotto da Adriana Crespi, Parma, F. M. Ricci, 1977. Contiene: Il romanzo del sigillo nero; Il romanzo della polvere bianca; La piramide di fuoco.

I tre impostori
- I tre impostori, traduzione di Roberta Rambelli, Roma, Fanucci, 1977. Contiene: La luce interiore; Avventure di tre impostori; L'avventura del Tiberio d'Oro; L'avventura del fratello scomparso - Storia del sigillo nero; L'incontro sul marciapiede - Storia della Valle Oscura; L'incontro nel bar privato; L'immaginazione decorativa - La storia della Vergine di Norimberga; Il recluso di Bayswater - La storia della polvere bianca; Uno strano avvenimento a Clerkenwell - La storia del giovanotto degli occhiali; L'avventura nella casa deserta; La mano rossa; La piramide lucente.

Il grande dio Pan
- Il gran dio Pan e altre storie soprannaturali, a cura di Giuseppe Lippi, Milano, Arnoldo Mondadori Editore, 1982. Contiene: Il gran Dio Pan; La luce interiore; La storia del sigillo nero; La storia della polvere bianca; Le creature bianche; Gli arcieri; Il grande ritorno; Il terrore.
- Il grande dio Pan, traduzione di Annalisa Di Liddo, Roma, Fanucci, 2005.
- Il grande dio Pan, edizione critica, traduzione e note di Alessandro Zabini, Roma, Tre editori, 2016.
- Il grande dio Pan, traduzione di Annalisa Di Liddo, Roma, Theoria, 2017.
- Il Grande Dio Pan, edizione con testo originale a fronte, traduzione e note di Matteo Zapparelli Olivetti, Verona, Adiaphora Edizioni, 2018.

L'arte del vagabondaggio
- L'avventura londinese, o l'arte del vagabondaggio, traduzione di Franco Basso e Stefano Giusti, Milano, Tranchida, 1986, 1998.

Il terrore, Gli angeli di Mons
- Il terrore, traduzione di Marialivia Serini, presentazione di Oreste del Buono, Napoli-Roma, Theoria, 1986.
- Gli arcieri e altre leggende di guerra. Il terrore, traduzione di Fabio Bussotti, Reggio Emilia, Miraviglia, 2008. Contiene: Gli arcieri, Il riposo del soldato, L'ostensorio, La luce abbagliante, Gli arcieri e altri nobili fantasmi, Il terrore.
- Gli angeli di Mons e altre leggende di guerra, a cura di Romolo Giovanni Capuano, Fidenza (PR), Mattioli 1885, 2014.
- Il terrore, traduzione di Laura Ippolito, Theoria, Roma, 2017
- Il terrore, traduzione di S. Lumaca, Nuova editrice Berti, 2018

La collina dei sogni, Le creature della terra, Oltre la soglia
- Le creature della terra, traduzione di Donatella Sant'Elia, Roma, Fanucci, 1987.
- La collina dei sogni, a cura di Claudio De Nardi, Trento, Reverdito Editore, 1988. Nuova edizione integrale, trad. di Claudio De Nardi, a cura di Giuseppe Aguanno, Palermo, il Palindromo, 2017.
- Oltre la soglia, a cura di Franco Basso, Milano, Tranchida, 1993. Contiene: L'albero della vita; I turaniani; Il roseto; La cerimonia; Il rifugio dei soldati; I bambini felici; Una stanza accogliente; Il tamburo di Drake; Oltre la soglia.
- La collina dei sogni, traduzione di R. Bicicchi, Theoria, Roma, 2017

La gloria segreta
- Il segreto del Graal, traduzione di S. Sasuppo, Liberamente, 2008
- La gloria segreta, traduzione di S. Sasuppo, Theoria, Roma, 2018

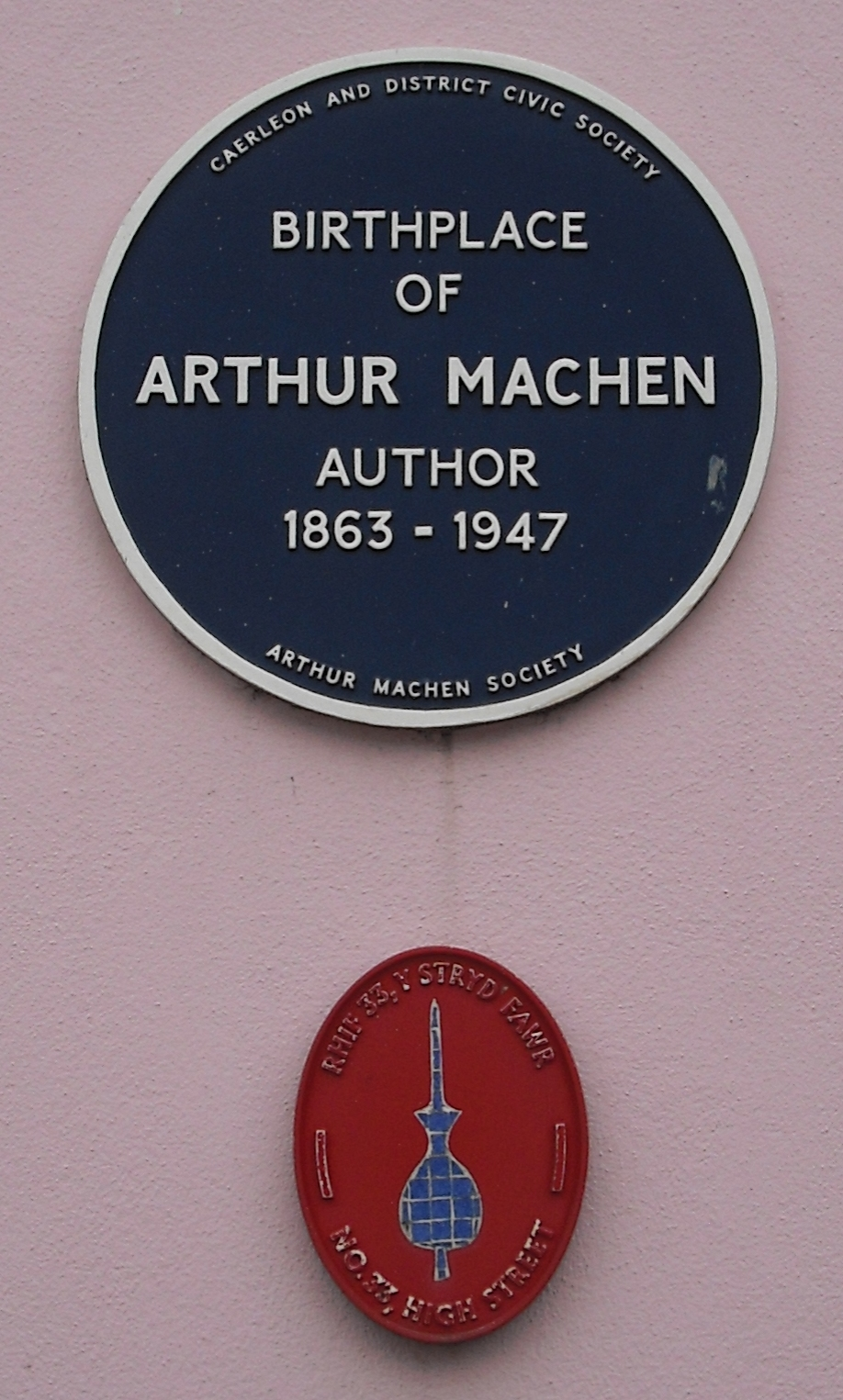
Targa blu affissa nel luogo di nascita di Machen nel novembre 1997, dalla Società letteraria tributata ad Arthur Machen (Arthur Machen Society).

## Influenza culturale
Tredici anni dopo la sua morte, Machen fu ampiamente citato ed elogiato come esempio paradigmatico di una diversa visione della realtà (nei capitoli III e IV, parte seconda) de Il mattino dei maghi di L. Pauwels e J. Berger.
Viene citato nel racconto di H.P. Lovecraft "Colui che sussurrava nelle tenebre" come autore di suggestivi racconti fantastici.